# آدم بايس
آدم بايس (بالإنجليزية: Adam Bice)‏ هو لاعب كرة قدم أمريكية أمريكي، ولد في 30 يونيو 1989.